# ياس (إسرائيل)
ياس (بالعبرية: יס)، التي تأسست رسميا باسم دي.بي.اس. لخدمات الأقمار الصناعية (1998) المحدودة، هو المزود الوحيد المباشر للقنوات البث الفضائية في إسرائيل. تبث خدمات التلفزيون متعدد القنوات و فود عبر الأقمار الصناعية عموس -3 و عموس -7. كما يوفر إمكانيات دي في ار ودعم 4K.
في عام 2017، يس، خدمت حوالي 600000 مشترك.

## روابط خارجية
- الموقع الرسمي
 باللغة العبرية
- قناة وقائمة جهاز الإرسال والاستقبال